# 「である」ことと「する」こと
『「である」ことと「する」こと』は、丸山眞男の評論。毎日新聞の1959年1月9日から12日にかけての朝刊に掲載されていた「現代文明についての一試論」が、『日本の思想』（岩波新書青版、1961年、改版2018年）に『「である」ことと「する」こと』として掲載されている。

## 論旨
- 第1段落・「権利の上に眠る者」
権利の上に眠るものは民法の保護に値しない。 債権者であるという位置に安住していると債権を喪失するというロジックには重大な意味が潜んでいる。日本国憲法も、主権者であることに安住していると主権を喪失する恐れがある。自由も自由であることを祝福している間に自由に実質はなくなってしまう。
- 第2段落・近代社会における制度の考え方
自由と民主主義について論じている。自由人「である」と思い込んで自身の行動を点検する（自由を利用「する」）ことを怠る人は逆に自由でなく、比べて自由「である」ことに甘んじることなく自分の自由さを積極的に利用「し」ようとする人が自由に恵まれている。現代社会においては、「である」論理と「する」論理のどちらかではなく、両方の図式を考えることにより、具体的な国家社会の性質を論ずることができるし、また日本の近代化の失敗についても説明しうる。
- 第3/4段落・徳川時代を例にとると/「である」社会と「である」道徳
徳川幕府の統治に代表的な、儒教をイデオロギーとする「である」社会の性質について論じている。
- 第5段落・「する」社会と「する」論理への移行
「である」社会から「する」社会への変質について論じている。「する」社会においては上下関係はある一定の目的上の組織（会社などの上司と部下）においてのみ成り立ち、違う組織においてはその上下関係が成り立つとはいえないのだから、通常の付き合いにまで会社の上下関係が付きまとうならば、それは身分的な社会である。
- 第6段落・日本の急激な「近代化」
第5段落を踏まえて日本の近代化の失敗・未発達を論じている。「である」社会に突然「する」社会の道具が大量に流れ込み、「する」論理に基づくべき社会を「である」論理が支配しているという近代化の失敗を説明する。